# Discographie d'Akon

## Albums studio
| Année | Détails                                                                                                 | Positions dans les charts | Positions dans les charts | Positions dans les charts | Positions dans les charts | Positions dans les charts | Positions dans les charts | Positions dans les charts | Ventes            | Certifications                   |
| Année | Détails                                                                                                 | US                        | Top R&B/Hip-Hop Albums    | AUS                       | Canadian Albums Chart     | FRA                       | Media Control Charts      | UK Albums Chart           | Ventes            | Certifications                   |
| ----- | --- | ------------------------- | ------------------------- | ------------------------- | ------------------------- | ------------------------- | ------------------------- | ------------------------- | ----------------- | -------------------------------- |
| 2004  | Trouble - Sorti le : 29 juin 2004 - Label : SRC/Universal - Formats : CD, Téléchargement                | 18                        | 11                        | 12                        | 51                        | 11                        | 24                        | 1                         | - US : 1,700,000+ | - US : Platine - UK : Platinum   |
| 2006  | Konvicted - Sorti le : 14 novembre 2006 - Label : Konvict/SRC/Universal - Formats : CD, Téléchargement  | 2                         | 2                         | 16                        | 4                         | 7                         | 75                        | 16                        |                   | - US : 3× Platine - UK : Platine |
| 2008  | Freedom - Sorti le : 2 décembre 2008 - Label : Konvict/Universal - Formats : CD, Téléchargement         | 7                         | 3                         | 20                        | 4                         | 9                         | 82                        | 6                         |                   | - UK : Platine                   |
| 2013  | Stadium - Sorti le : - Label : Konvict/Def Jam/Universal - Formats : CD, Téléchargement                 |                           |                           |                           |                           |                           |                           |                           |                   |                                  |
| 2019  | El Negreeto - Sorti le : 4 octobre 2019 - Label : Akonik Label Group - Formats : CD, Téléchargement     |                           |                           |                           |                           |                           |                           |                           |                   |                                  |
| 2019  | Akonda - Sorti le : 25 octobre 2019 - Label : Akonik Label Group - Formats : CD, Téléchargement         |                           |                           |                           |                           |                           |                           |                           |                   |                                  |
| 2020  | Ain't No Peace - Sorti le : 31 juillet 2020 - Label : Akonik Label Group - Formats : CD, Téléchargement |                           |                           |                           |                           |                           |                           |                           |                   |                                  |
| 2023  | Afro Freak - Sorti le : 24 août 2023 - Label : Akonik Label Group - Formats : CD, Téléchargement        |                           |                           |                           |                           |                           |                           |                           |                   |                                  |

## Singles
| Année | Titre                                                | Classement | Classement | Classement       | Classement | Classement | Classement | Classement | Classement | Classement | Classement | Album                         |
| Année | Titre                                                | US         | AUS        | Canadian Hot 100 | FRA        | GER        | IRE        | NL         | NZ         | SWE        | UK         | Album                         |
| ----- | ---------------------------------------------------- | ---------- | ---------- | ---------------- | ---------- | ---------- | ---------- | ---------- | ---------- | ---------- | ---------- | ----------------------------- |
| 2004  | Locked Up (feat. Styles P)                           | 8          | 33         | —                | 12         | 15         | 10         | —          | —          | —          | 5          | Trouble                       |
| 2004  | Ghetto                                               | 92         | —          | —                | —          | —          | —          | 3          | —          | —          | —          | Trouble                       |
| 2005  | Lonely                                               | 4          | 1          | —                | 2          | 1          | 1          | 1          | 1          | 2          | 1          | Trouble                       |
| 2005  | Belly Dancer (Bananza)                               | 30         | 23         | —                | 45         | 32         | 11         | —          | 12         | —          | 5          | Trouble                       |
| 2005  | Pot of Gold                                          | —          | —          | —                | —          | 95         | 33         | —          | —          | —          | 77         | Trouble                       |
| 2006  | Smack That (feat. Eminem)                            | 2          | 2          | —                | 4          | 5          | 1          | 6          | 1          | 3          | 1          | Konvicted (et Deluxe Edition) |
| 2006  | I Wanna Love You (feat. Snoop Dogg)                  | 1          | 6          | —                | —          | 14         | 2          | 21         | 2          | 17         | 3          | Konvicted (et Deluxe Edition) |
| 2007  | Don't Matter                                         | 1          | 9          | 13               | 1          | 29         | 1          | 15         | 1          | 23         | 3          | Konvicted (et Deluxe Edition) |
| 2007  | Mama Africa                                          | —          | —          | —                | —          | —          | —          | —          | —          | —          | 47         | Konvicted (et Deluxe Edition) |
| 2007  | Sorry, Blame It on Me                                | 7          | 26         | 17               | 10         | —          | 9          | —          | 2          | 6          | 22         | Konvicted (et Deluxe Edition) |
| 2008  | I Can't Wait (feat. T-Pain)                          | —          | —          | —                | —          | —          | —          | —          | —          | —          | 116        | Konvicted (et Deluxe Edition) |
| 2008  | Right Now (na na na)                                 | 8          | 17         | 7                | 8          | 44         | 18         | 21         | 5          | 48         | 6          | Freedom                       |
| 2008  | I'm So Paid (feat. Lil Wayne & Young Jeezy)          | 31         | 91         | 41               | 15         | —          | —          | —          | —          | 21         | 59         | Freedom                       |
| 2009  | Beautiful (feat. Colby O'Donis & Kardinal Offishall) | 19         | 14         | 16               | —          | 34         | 13         | 12         | 13         | 28         | 8          | Freedom                       |
| 2009  | We Don't Care                                        | —          | 91         | —                | —          | —          | —          | —          | —          | —          | 61         | Freedom                       |
| 2010  | Oh Africa                                            | —          | —          | —                | —          | —          | —          | —          | —          | —          | —          | hors-album                    |
| 2010  | Angel                                                | —          | —          | —                | —          | —          | —          | —          | —          | —          | —          | Stadium                       |
| 2012  | America's Most Wanted                                | –          | –          | –                | –          | –          | –          | –          | –          | –          | –          | Stadium                       |
| 2019  | Get Money (feat. Anuel AA)                           |            |            |                  | 231        |            |            |            |            |            |            | EL Negreeto                   |

### En collaboration
| Année | Titre                                                                                          | positions | positions | positions | positions | positions | positions | positions | positions | positions | positions | Album                                     |
| Année | Titre                                                                                          | US        | AUS       | CAN       | FRA       | GER       | IRE       | NL        | NZ        | SWE       | UK        | Album                                     |
| ----- | ---------------------------------------------------------------------------------------------- | --------- | --------- | --------- | --------- | --------- | --------- | --------- | --------- | --------- | --------- | ----------------------------------------- |
| 2004  | Find Us (The Beatnuts feat. Akon)                                                              | -         | -         | -         | -         | -         | -         | -         | -         | -         | -         | Milk Me                                   |
| 2005  | Keep on Calling (P-Money feat. Akon)                                                           | -         | -         | -         | -         | -         | -         | -         | 23        | -         | -         | Magic City                                |
| 2005  | Baby I'm Back (Baby Bash feat. Akon)                                                           | 19        | –         | –         | –         | –         | –         | –         | –         | –         | –         | Super Saucy                               |
| 2005  | Soul Survivor (Young Jeezy feat. Akon                                                          | 4         | –         | –         | –         | 74        | 32        | –         | –         | –         | 16        | Let's Get It: Thug Motivation 101         |
| 2005  | Moonshine (en) (Savage feat. Akon)                                                             | –         | 9         | –         | –         | –         | –         | –         | 1         | –         | –         | Moonshine                                 |
| 2006  | Girls (Beenie Man feat. Akon)                                                                  | –         | –         | –         | –         | –         | –         | –         | 38        | –         | 47        | Undisputed                                |
| 2006  | Snitch (Obie Trice feat. Akon)                                                                 | –         | –         | –         | –         | –         | –         | –         | –         | –         | –         | Second Round's on Me                      |
| 2007  | The Sweet Escape (Gwen Stefani feat. Akon)                                                     | 2         | 2         | 2         | 4         | 6         | 4         | 5         | 1         | 13        | 2         | The Sweet Escape                          |
| 2007  | I Tried (Bone Thugs-n-Harmony feat. Akon)                                                      | 6         | –         | 52        | –         | –         | –         | –         | 4         | –         | 69        | Strength and Loyalty                      |
| 2007  | We Takin' Over (DJ Khaled feat. Akon, T.I., Rick Ross, Fat Joe, Lil Wayne, & Birdman)          | 28        | –         | 97        | –         | –         | –         | –         | –         | –         | –         | We the Best                               |
| 2007  | Bartender (T-Pain feat. Akon)                                                                  | 5         | –         | 46        | –         | –         | –         | –         | 1         | –         | –         | Epiphany                                  |
| 2007  | The Way She Moves (Zion feat. Akon)                                                            | –         | –         | –         | –         | –         | –         | –         | –         | –         | –         | The Perfect Melody                        |
| 2007  | Speaker (David Banner feat. Akon, Lil Wayne, & Snoop Dogg)                                     | –         | –         | –         | –         | –         | –         | –         | –         | –         | –         | Greatest Story Ever Told                  |
| 2007  | Sweetest Girl (Dollar Bill) (Wyclef Jean feat. Akon, Niia, & Lil Wayne)                        | 12        | 28        | 15        | –         | 30        | –         | –         | 8         | 15        | 66        | Carnival Vol. II: Memoirs of an Immigrant |
| 2007  | Graveyard Shift (Kardinal Offishall feat. Akon)                                                | –         | –         | –         | –         | –         | –         | –         | –         | –         | –         |                                           |
| 2007  | Hypnotized (en) (Plies feat. Akon)                                                             | 14        | –         | 77        | –         | –         | –         | –         | 4         | –         | 66        | The Real Testament                        |
| 2007  | Get Buck in Here (DJ Felli Fel feat. Diddy, Akon, Ludacris & Lil Jon)                          | 41        | –         | 58        | –         | –         | –         | –         | –         | –         | –         |                                           |
| 2007  | Certified (Glasses Malone feat. Akon)                                                          | –         | –         | –         | –         | –         | –         | –         | –         | –         | –         | Beach Cruiser: The Story                  |
| 2007  | I'll Still Kill (50 Cent feat. Akon)                                                           | 95        | –         | –         | 28        | –         | –         | –         | 14        | –         | –         | Curtis                                    |
| 2008  | Wanna Be Startin' Somethin' 2008 (avec Michael Jackson)                                        | 81        | 8         | 32        | 10        | 63        | –         | –         | 4         | 3         | 57        | Thriller 25                               |
| 2008  | What You Got (Colby O'Donis feat. Akon)                                                        | 14        | –         | 29        | –         | –         | –         | –         | –         | 59        | –         | Colby O                                   |
| 2008  | Dangerous (Kardinal Offishall feat. Akon)                                                      | 5         | 42        | 2         | 8         | 18        | 40        | –         | –         | 45        | 16        | Not 4 Sale (en)                           |
| 2008  | Frozen (en) (Tami Chynn feat. Akon)                                                            | –         | –         | –         | –         | –         | –         | –         | –         | –         | –         | Prima Donna                               |
| 2008  | What's Love (Shaggy feat. Akon)                                                                | –         | –         | –         | –         | 52        | –         | –         | –         | –         | –         | Intoxication                              |
| 2008  | Out Here Grindin (DJ Khaled feat. Akon, Rick Ross, Plies, Lil Boosie, Ace Hood, & Trick Daddy) | 38        | –         | 71        | –         | –         | –         | –         | –         | –         | –         | We Global                                 |
| 2008  | Body on Me (Nelly feat. Akon & Ashanti)                                                        | 42        | 32        | 57        | –         | –         | 12        | –         | 19        | –         | 17        | Brass Knuckles The Declaration            |
| 2008  | Am I Dreaming (Kat DeLuna feat. Akon)                                                          | –         | –         | –         | –         | –         | –         | –         | –         | –         | –         | 9 Lives                                   |
| 2008  | Wake It Up (E-40 feat. Akon)                                                                   | 117       | –         | –         | –         | –         | –         | –         | –         | –         | 97        | The Ball Street Journal                   |
| 2009  | Dreamgirl (Tay Dizm feat. Akon)                                                                | 118       | –         | –         | –         | –         | –         | –         | –         | –         | –         | Welcome to the New World                  |
| 2009  | Day Dreaming (DJ Drama feat. Akon, Snoop Dogg, & T.I.)                                         | –         | –         | –         | –         | –         | –         | –         | 33        | 59        | –         | Gangsta Grillz: The Album II              |
| 2009  | One (Fat Joe feat. Akon)                                                                       | –         | –         | –         | –         | –         | –         | –         | –         | –         | –         | Jealous Ones Still Envy 2                 |
| 2009  | Just Go (Lionel Richie feat. Akon)                                                             | –         | –         | –         | –         | –         | –         | –         | –         | –         | 52        | Just Go                                   |
| 2009  | Stuck with Each Other (Shontelle feat. Akon)                                                   | –         | –         | –         | –         | –         | 46        | –         | –         | –         | 23        | Shontelligence                            |
| 2009  | Overtime (Ace Hood feat. T-Pain & Akon)                                                        | 119       | –         | –         | –         | –         | –         | –         | –         | –         | –         | Ruthless                                  |
| 2009  | All Up 2 You (Aventura feat. Wisin y Yandel & Akon)                                            | –         | –         | –         | –         | –         | –         | –         | –         | –         | –         | The Last                                  |
| 2009  | Sexy Bitch (David Guetta feat. Akon)                                                           | 6         | 1         | 1         | 2         | 1         | 2         | 3         | 3         | 4         | 1         | One Love                                  |
| 2009  | Let's Get Crazy (Cassie featuring Akon)                                                        | –         | –         | –         | –         | –         | –         | –         | –         | –         | –         |                                           |
| 2009  | Shut It Down (Pitbull featuring Akon)                                                          | 69        | –         | 23        | –         | –         | –         | –         | 25        | –         | –         | Rebelution                                |

## Apparitions

### 1996
- "Operations of Nature" (Akon)
- "Fu-Gee-La" (Sly & Robbie Remix) (Fugees feat. John Forte & Akon)
- "Crack Rock" (Akon)

### 1999
- "Hey Mama" (Don Yute feat. Akon)

### 2000
- "This Boy Here " (Que Bo Gold feat. Akon)

### 2001
- "Sit Down Somewhere" (Que Bo Gold feat. Akon & Rere)
- "Lil' Buddy" (Que Bo Gold feat. Akon, Rasheeda & Polo)
- "Block to Block" (Rasheeda feat. Akon)

### 2002
- "The New Message (Kalifornia Remix)" (Kam feat. Akon)
- "Heart Failure" (Impulss feat. Akon)

### 2004
- "Find Us" (The Beatnuts feat. Akon)
- "Rebel Musik" (Monsieur R feat. Akon)

### 2005
- "Make It Hot" (Rasheeda feat. Akon)
- "Keep Up" (20 East feat. Akon)
- "Lost Ones" (Hushh Ent feat. Paperboyz & Akon)
- "Moonshine" (Savage (en) feat. Akon)
- "Baby I'm Back" (Baby Bash feat. Akon)
- "No Way Jose" (Baby Bash feat. Akon)
- "He's Leavin" (Leah Beabout feat. Akon) (Unreleased)
- "Psalm 91" (Trinity Chris feat. Akon)
- "So Cold" (Ric-A-Che feat. Akon)
- "Look at Me Now" (Norfolk Little feat. Akon)
- "So Fly" (Blewz feat. Akon)
- "Little Do They Know" (Allstars feat. Akon)
- "Soul Survivor" (Young Jeezy feat. Akon)
- "Soul Survivor (Remix)" (Young Jeezy feat. Akon, Boyz N Da Hood & Jim Jones)
- "Can You Believe It" (Styles P. feat. Akon)
- "All My Life" (Styles P. feat. Akon)
- "Back Again" (KAI feat. Akon)
- "Keep On Callin" (P-Money feat. Akon)
- "Keep On Callin" (Remix)" (Sway DaSafo feat. Akon)
- "Drop" (Milano feat. Akon)
- "Come Home" (Play-N-Skillz feat. Akon)
- "Stay Down" (Ruff Ryders feat. Flashy & Akon)
- "Hustler's Story" (The Notorious B.I.G. feat. Scarface, Big Gee & Akon)
- "Miss Melody" (Miri Ben-Ari feat. Akon)
- "Ghetto Soldier" (Miri Ben-Ari feat. Akon & Beenie Man)

### 2006
- Private (One Chance feat. Akon)
- She Wanna Ride (Capone feat. Akon)
- "Wacha Gonna Do" (Brian McKnight feat. Akon & Juvenile)
- "That's All I Know" (Kira feat. Akon, The Notorious B.I.G., Keith Murray & G-Dep)
- "That's All I Know /(Still On The Block)" (Webbz feat. Akon)
- "Gun In Hand" (Booba feat. Akon)
- "Mr. Martin" (Pras Michel feat. Akon)
- "I Promise You (Akon Pop Remix)" (Elvis White feat. Akon)
- "U Got Me" (T-Pain feat. Akon)
- "Ur Not the Same" (T-Pain feat. Akon)
- "Party Gets Hot Tonight" (Rah Digga feat. Akon)
- "Find Us" (The Beatnuts feat. Akon)
- "Presidential (Remix)" (Youngbloodz feat. Akon)
- "I Am Not My Hair (Konvict Remix) (India.Arie feat. Akon)
- "Slow Wind Remix" (R. Kelly feat. Akon & Sean Paul)
- "Never Gonna Get It" (Sean Biggs feat. Topic & Akon)
- "Some More" (Keith Sweat feat. Akon)
- "Street Life" (Azad feat. Akon)
- "Watch Your Movements" (Black Rob feat. Akon)
- "On the Block All Day" (Serius Jones feat. Akon)
- "Im Real" (Bleu Davinci feat. Akon)
- "Hood Times" (Big Adept feat. Akon)
- "Home Invaders" (Paperview feat. Akon)
- "Drop That Booty" (Paperview feat. Akon & Red Café)
- "Ready To" (Reynos feat. Akon)
- "Murderer Part II" (Uncle Murda feat. Akon)
- "Ride Out" (Tru Life feat. Akon)
- "Clack Clack" (Red Cafe feat. Akon)
- "Girls" (Beenie Man feat. Akon)
- "Snitch" (Obie Trice feat. Akon)
- "Look Me In My Eyes" (Blast feat. Akon)
- "Let It Clap" (Rasheeda feat. Akon)
- "I Wonder" (Smitty feat. Akon)
- "Cross That Line" (Rick Ross feat. Akon)
- "Ghetto Story Chapter 3" (Cham feat. Akon)
- "Go To War" (Papoose feat. Akon)
- "I Wanna Fuck You" (Plies feat. Akon)
- "Put It on Me" (Blewz feat. Akon)
- "Watch Out" (DJ Khaled feat. Akon, Styles P., Fat Joe & Rick Ross)
- "Big Dog" (Akon)
- "Coulibaly (Akon Remix)" (Amadou & Mariam feat. Akon)
- "Survivor" (40 Cal. feat. Akon)
- "I Wanna Fuck You (Remix)" (Akon feat. Sean Paul)
- "Hold On Tight" (Qwes feat. Akon)
- "Hard" (Balboa feat. Akon, Jody Breeze & Killer Mike)
- "Dyoing Dyoing Dyoing" (Ray Black feat. Akon)
- "Boss' Life" (Snoop Dogg feat. Akon)
- "Ridin' Overseas" (Chamillionaire feat. Akon)
- "Plentimo" (Gypsy Stokes feat. Akon)
- "Gangsta" (Big Floaty feat. Akon)
- "Exclusive" (Rhatt feat. Akon)

### 2007
- "The Sweet Escape" (Gwen Stefani feat. Akon)
- "The Sweet Escape (Konvict Remix)" (Gwen Stefani feat. Akon)
- "I Tried" (Bone Thugs-n-Harmony feat. Akon)
- "Never Forget Me" (Bone Thugs-n-Harmony feat. Akon)
- "Dubhop" (Tariq L feat. Akon)
- "We Do" (Ginuwine feat. 404 Soldierz & Akon)
- "Be Easy" (G.A.G.E. feat. Akon)
- "What I'm Gonna Do" (G.A.G.E. feat. Akon)
- "On Me" (Lil Fizz feat. Akon)
- "Ok" (Brasco feat. Akon)
- "Natural Born Hustler" (Trey Songz feat. Akon)
- "I'm So Fly" (Juvenile feat. Akon)
- "Exhausted From Ballin" (Kasual feat. Akon)
- "We Takin' Over" (DJ Khaled feat. Akon, T.I., Rick Ross, Fat Joe, Birdman, & Lil Wayne)
- "We Takin' Over (Remix) (DJ Khaled feat. Akon, Lil' Kim, R. Kelly, T-Pain & Young Jeezy)
- "Kalifornia" (Yukmouth feat. Akon) (samples hook from 'The New Message')
- "Nobody (Don't Matter) (Official Remix)" (Nivea feat. Akon)
- "Nobody (Don't Matter)" (Candace Jones feat. Akon)
- "I Wanna Fuck You (Remix)" (Akon feat. Snoop Dogg)
- "Eyes on You" (Styles P. feat. Akon)
- "Change Up" (Fabolous feat. Akon)
- "Naturel Charm" (Trey Songz feat. Akon)
- "Untitled/Locked Up Again" (Foxy Brown feat. Akon)
- "The Way She Moves" (Zion feat. Akon)
- "Do You Feel Me" (Rosco feat. Akon & Jadakiss)
- "Bartender" (T-Pain feat. Akon)
- "Bartender (Remix)" (T-Pain feat. Akon & Ghostface Killah)
- "Gangsta Bop" (The Game feat. Akon)
- "You'll Never Forget Me" (Gwop Gang feat. Akon)
- "Who the Fuck Is That" (Dolla feat. Akon & T-Pain)
- "On My Trail" (L.A. feat. Akon)
- "Club Rockin" (Cardan feat. Akon)
- "Paradise" (Quiarre Lee feat. Akon)
- "Bring It On" (Daddy Yankee feat. Akon)
- "Comin' From Where I'm From" (G-Unit feat. Akon)
- "From Africa to Atlanta to New York to Los Angeles" (Akon feat. G-Unit)
- "Ghetto (Remix)" (Akon feat. G-Unit)
- "I'll Still Kill" (50 Cent feat. Akon)
- "Keep on Callin" (Joell Ortiz feat. Akon)
- "Outlaw" (40 Cal. feat. Akon)
- "By My Side" (Tugg Boat feat. Akon)
- "That's Right" (Three 6 Mafia feat. Jim Jones & Akon)
- "Graveyard Shift" (Kardinal Offishall feat. Akon)
- "The Verdict" (Juvenile feat. Akon)
- "Street Riders" (The Game feat. Akon & Nas)(2007, 2008)
- "Certified" (Glasses Malone feat. Akon)
- "Get Buck In Here" (DJ Felli Fel feat. P.Diddy, Ludacris, Lil Jon & Akon)
- "Presentation" (Munga feat. Akon)
- "Sweetest Girl (Dollar Bill)" (Wyclef Jean feat. Akon, Lil Wayne & Nia)
- "Sweetest Girl (Remix)" (Wyclef Jean feat. Akon, Lil Wayne & Raekwon)
- "On tha Block" Gonzoe feat. Akon & Rosco Umali)
- "Back on the Block" (Beanie Sigel feat. Akon)
- "All I Know" (Hell Rell feat. Akon)
- "Hypnotized" (Plies feat. Akon)
- "Messed Up" (Chingy feat. Akon)
- "What's Love" (Shaggy feat. Akon)
- "Natural Born Hustla" (Cyssero feat. Akon, 4 Corners & killaQueenz)
- "Losing It" (Rock City feat. Akon)
- "Clear the Air" (Busta Rhymes feat. Akon & Shabba Ranks)
- "Soldier" (Tiken Jah Fakoly feat. Akon)
- "Do Right" (Mario feat. Akon)
- "What You Got" (Colby O'Donis feat. Akon)
- "That's Me" (Big Adept feat. Akon)
- "That's Me (Remix)" (615 feat. Akon)
- "On the Run" (Brisco feat. Flo Rida & Akon)
- "Prison Life" (Vybz Kartel feat. Akon)
- "Smalltime Gangster" (NOX feat.Akon)

### 2008
- Borrow U (40 Glocc feat. Akon)
- Take You Away (Colby O'Donis feat. Akon & Lil' Romeo)
- Wanna Be Startin' Somethin' 2008 (Michael Jackson feat. Akon)
- One False Move (C-Murder feat. Akon)
- Sucker For Love (Jason Miller feat. Akon)
- Dangerous (Kardinal Offishall feat. Akon)
- Move On (Varsity feat. Akon)
- Just Dance (Lady Gaga feat. Colby O'Donis & Akon)
- Shawty (Kaye Styles feat. Akon)
- Frozen (Tami Chynn feat. Akon)
- Plenty Mo (Stacee Adams feat. Akon)
- Everywhere You Go (Orlando Brown feat. Akon)
- Get Low Wit It (Lil' Romeo feat. Akon)
- All I Know (Roccett feat. Akon)
- Hustle Man (Young Hot Rod feat. Akon & Freeway)
- Doing Doing (Ray Lavender feat. Akon)
- "So In Lust" (Hunt feat. Akon)
- "Body On Me" (Nelly feat. Ashanti & Akon)
- "I'm So Fly" (DJ Green Lantern feat. Akon, Fabolous & Fat Joe)
- "Out Here Grindin" (DJ Khaled feat. Akon, Rick Ross, Plies, Lil Boosie, Trick Daddy, Lil Wayne & Ace Hood)
- "Baby Come Back To Me" (Vanessa Hudgens feat. Akon)
- "Am I Dreaming" (Kat DeLuna feat. Akon)
- "Shawty (Official Remix)" (Son-D-Lyte feat. Akon & Kaye Styles)
- "Dream Big" (Crooked I feat. Akon)
- "Come On In" (Sean Garrett feat. Akon)
- "Bye Bye Remix" (Mariah Carey feat. Akon & Lil Wayne)
- "Wake It Up" (E-40 feat. Akon)
- "Toss It Up" (Flipsyde feat. Akon)
- "Hold My Hand" (Akon feat. Michael Jackson)
- "Saviour Tonight" (Akon)
- "Keep On Callin'" (Akon & Joell Ortiz)
- "Hold It Down" (Joell Ortiz feat. Akon)
- "Who the Fuck Is That? (Remix)" (Dolla feat. Akon, T-Pain & Tay Dizm)
- "Like I Never Left" (Whitney Houston feat. Akon)
- "Bad As Hell" (UGK feat. Akon)
- "Tomorrow" (Saschali feat. Akon)
- "Up and Down" (2 Pistols feat. Akon)
- "Dream" (Ciara Harris feat. Akon)
- "On The Run" (Rick Ross feat. Akon, Flo Rida & Brisco)
- "My Dream" (Chamillionaire feat. Akon)
- "Cocaine Cowboy" (DJ Khaled feat. Akon)
- "Changed Man" (Nino Bliss feat. Akon)
- "You're the Reason" (Niggalas Cage feat. Akon)
- "Gangsta Party" (The Game feat. Akon)
- "Mic Check" (Keri Hilson feat. Akon)
- "Criminal Minded (Freck Billionaire feat. Akon)
- "Girl On Fire" (Paul Wall feat. Akon)
- "Guarantee" (Flo Rida feat. Akon)
- "Gangsta (Remix) (Royce da 5'9" feat. Akon)
- "Kung Fu Fighting" (Tami Chynn feat. Akon)
- "Ready To Go" (DJ Felli Fel feat. Akon, Pitbull & Chino XL)
- "She's So Fine" (Akon feat. Dolla)
- "Work It Out" (Akon feat. Keyshia Cole)
- "Take It Back" (Akon)
- "Silver and Gold" (Sway feat. Akon)
- "Bend That Ass Ova" (Akon)
- "Hero" (T.I. feat Akon)
- "Don't Believe Them" (Busta Rhymes feat. Akon & T.I.)
- "It Aint Me" (T-Pain feat. Akon & T.I.)
- "Change" (T-Pain feat. Akon, P. Diddy & Mary J. Blige)
- "Can't Stop" (Ace Hood feat. Akon)
- "Shawty Got Me Excited" (Juvenile feat. Akon)
- "Arab Money (Remix)" (Busta Rhymes feat. Ron Browz, Akon, P. Diddy, T-Pain, Swizz Beatz, & Lil Wayne)
- "Day Dreamin" (DJ Drama feat. Akon & Snoop Dogg)
- "The Champ is Here" (T.I. feat. Akon)
- "Keeping Me Smiling" (Young Hot Rod feat. Akon)
- "Get By" (Akon)
- "Dreamer" (Akon)
- "Ghetto Song" (Akon)
- "Never Look Back Again" (Akon)
- "Dream Girl" (Tay Dizm feat. Akon)
- "The Reason" (Akon feat. Bobby Moon)

### 2009
- "Stuck With Each Other" (Shontelle feat. Akon)
- "Just Go" (Lionel Richie feat. Akon)
- "Nothing Left To Give" (Lionel Richie feat. Akon)
- "Hands In the Sky" (Tone Trump feat. Akon & Birdman)
- "Angel Eyez" (Play-N-Skillz feat. Akon)
- "Please Don't Do That" (Slim Thug feat. Akon)
- "Yalli Nassini" (Melissa feat. Akon)
- "Crack Rock" (Akon)
- "Number One" (Busta Rhymes feat. Akon & T.I)
- "Shorty" (Shank feat. Akon)
- "On Top" (Twista feat. Akon)
- "Clack Clack" (Jim Jones feat. Akon)
- "Never Forget Me (Street Muzik Remix)" (Lil Drift feat. Akon, Cleno Jovanni, & Layzie Bone)
- "Change Me" (Keri Hilson feat. Akon)
- "All Up To You" (Wisin y Yandel feat. Aventura & Akon)
- "Bigger" (Rick Ross feat. Akon & Fabolous)
- "I'm Leavin'" (Swizz Beatz feat. Rock City & Akon)
- "Dope Boy"(DJ Speedy feat. Akon)
- "Show Me Love"(Cashis feat. Akon)
- "Available" (Flo Rida feat. Akon)
- "Let's Go Crazy"(Cassie feat. Akon)
- "Be With You" (Wilber Pan feat. Akon)
- "Ella Me llama" (Wisin y Yandel feat. Akon)
- "Overtime" (Ace Hood Feat Akon)
- "Sexy Bitch" (David Guetta feat. Akon)
- "Sexy Chick" (David Guetta feat. Akon)
- "Sexy Bitch (Club Remix)" (David Guetta feat. Akon)
- "No More You" (Akon)
- "Story of My Life (Billie Blue feat. Akon)
- "Cry Out of Joy (Tribute to Michael Jackson)" (Akon)
- "Would I Be Wrong" (Akon)
- "Hey Mama" (Wisin Y Yandel feat. Akon)
- "Le Sang Des Innocents" (Pamela feat. Akon)
- "Shut It Down" (Pitbull feat. Akon)
- "Celebration (Remix)" (Madonna feat. Akon)
- "One More Slam" (Honorebel feat. Akon)
- Hold On Tight (Jay-J feat. Qwes, Akon & Tariq L)
- Nosy Neighbor (Akon prod. David Guetta)

### 2010
- We Are the World 25 for Haiti
- Hold My Hand (Michael Jackson & Akon)
- I Just Had Sex (The Lonely Island feat. Akon)
- Dirty Situation (Mohombi & Akon)

### 2011
- Drop Down Low ft Ludacris
- Angel (Produc. David Guetta)
- Boomerang feat. Pitbull & Jermaine Dupri
- One More Time
- Burn That Bridge
- El Producto Ft Omega

### 2012
- Like Money Ft Wonder Girls.

### 2013
- Play Hard Ft David Guetta & Ne-Yo

### 2014
- Came To Do Ft Chris Brown.

### 2015
- Hollyday Ft DJ Antoine

### 2016
- Picky (Remix) Ft Joey Montana & Mohombi

### 2017
- Til The Sun Rise Up Ft Bob Sinclar

### 2018
- Inolvidable (Remix) Ft Farruko Daddy Yankee, Sean Paul.
- Coméntale Ft Ozuna.
- Gangsters Ft Wizkid.

### 2019
- Celebration Ft Maffio, Farruko & Ky-Mani Marley.
  - Solito (Lonely) (Avec Messiah & Nicky Jam).

### 2020
- Te Quiero Amar Ft Pitbull.
- Locked Up Pt 2 Ft 6ix9ine.
- Uchi Wala, (Avec. Maffio, Nicky Jam)

### 2022
- Good Girl Ft Don Omar.

### 2023
- Big Flexa (Remix) ft. Costa Titch, TheAlfaKat, Ma Gang.

### 2024
- Paracaídas ft. Brytiago, Maffio.

### 2025
- Never Really Mattered ft. Simien.
- Diamond Platnumz ft. Diamond Platnumz.
- Hold The Umbrella ft. Gary LeVox, De La Ghetto.

## Albums produits par Akon
- 2005 : Rappa Ternt Sanga de (T-Pain)
- 2006 : Konvicted de (Akon)
- 2006 : The Sweet Escape de (Gwen Stefani)
- 2007 : Epiphany de (T-Pain)
- 2008 : Freedom de (Akon)
- 2008 : Thr33 Ringz de (T-Pain)
- 2008 : Colby O de (Colby O'Donis)
- 2008 : The Singnature LP de (Sway DaSafo)
- 2009 : Wake The Neighbors de (Rock City)
- 2009 : Inside Out de (Kat DeLuna)

## Singles produits par Akon
- 2004 : Locked Up (Akon feat. Styles P)
- 2005 : Lonely (Akon)
- 2005 : Ghetto (Akon)
- 2005 : Belly Dancer (Bananza) (Akon)
- 2005 : Pot of Gold (Akon)
- 2005 : Soul Survivor (Young Jeezy feat. Akon)
- 2005 : Baby I'm Back (Baby Bash feat. Akon)
- 2006 : Snitch (Obie Trice feat. Akon)
- 2006 : I Wanna Love You (Akon feat. Snoop Dogg)
- 2006 : The Sweet Escape (Gwen Stefani feat. Akon)
- 2006 : Big Dog (Akon)
- 2007 : Don't Matter (Akon)
- 2007 : Never Never (Brick & Lace)
- 2007 : I Tried" (Bone Thugs-n-Harmony feat. Akon)
- 2007 : Get That Clear (Hold Up) (Brick & Lace)
- 2007 : Hypnotized (Plies feat. Akon)
- 2007 : Losing It (Rock City feat. Akon)
- 2007 : Boyz (Remix) (M.I.A. feat. Akon & Rock City)
- 2007 : Puakenikeni (Nicole Scherzinger feat. Brick & Lace)
- 2007 : Do Right (Mario)
- 2008 : Forgive Me (Leona Lewis)
- 2008 : Out Here Grindin (DJ Khaled feat. Akon, Rick Ross, Plies, Lil Boosie, Ace Hood & Trick Daddy) (coproduction avec The Runners)
- 2008 : Just Dance (Lady Gaga feat. Colby O'Donis & Akon) (production avec RedOne)
- 2009 : Beautiful (Akon feat. Colby O'Donis & Kardinal Offishall)
- 2009 : Rock (Akon feat. Phillopine) (production avec Case Boogie)
- 2010 : Hold My Hand (Michael Jackson & Akon)

## Bandes originales

### Films
- 2005 : Coach Carter.."Locked Up"
- 2005 : The Honeymooners.."Baby I'm Back"
- 2006 : Dance with Me.."Never Gonna Get It"
- 2006 : Quelle vie de chien !.."Big Dog"
- 2009 : Fired Up (film).."Belly Dancer (Bananza)"

### Télévision
- 2004 : Sur écoute (Dernière Étape (Middle Ground) S03E11) .. "Locked Up"
- 2005 : Entourage  (Une nouvelle voiture (My Maserati Does 185) S02E02) .. "Showout"
- 2005 : Bones  (La momie (The Man In the Wall) S01E06) .. "Soul Survivor"
- 2007 : Gossip Girl  (Le grand retour (Pilot) S01E01) .. "Don't Matter"
- 2008 : 90210  (We're Not in Kansas Anymore S01E01) .. "What You Got"

### Jeux vidéo
- 2006 : Sonic the Hedgehog - Sweet Sweet Sweet 06 (Akon Mix)

## Vidéos musicales
- Operations of Nature
- Locked Up
- Locked Up (remix) (feat. Styles P.)
- Rebel Musik (Monsieur R feat. Akon)
- Lonely
- Ghetto
- Belly Dancer (Bananza)
- Pot of Gold
- Moonshine (en) (Savage (en) feat. Akon)
- Baby I'm Back (Baby Bash feat. Akon)
- Soul Survivor (Young Jeezy feat. Akon)
- Can You Believe It? (Styles P feat. Akon)
- Find Us (The Beatnuts feat. Akon)
- I Am Not My Hair (Konvict remix) (India.Arie feat. Akon)
- Girls (Beenie Man feat. Akon)
- Snitch (Obie Trice feat. Akon)
- Ghetto Soldier (Papoose feat. Akon)
- Smack That (feat. Eminem)
- I Wanna Love You (with Snoop Dogg)
- The Sweet Escape (Gwen Stefani feat. Akon)
- Don't Matter
- I Tried (Bone Thugs-n-Harmony feat. Akon)
- We Takin' Over (DJ Khaled feat. Akon, T.I., Fat Joe, Rick Ross, Birdman, & Lil Wayne)
- Bartender (T-Pain feat. Akon)
- The Way She Moves (Zion feat. Akon)
- 9mm (David Banner feat. Akon, Lil Wayne & Snoop Dogg)
- Sorry, Blame It on Me
- Graveyard Shift (Kardinal Offishall feat. Akon)
- Sweetest Girl (Dollar Bill) (Wyclef Jean feat. Akon & Lil Wayne)
- Hypnotized (Plies feat. Akon)
- Still Will (50 Cent feat. Akon)
- Certified (Glasses Malone feat. Akon)
- I Can't Wait (Akon feat. T-Pain)
- What You Got (Colby O'Donis feat. Akon)
- What's Love (Shaggy feat. Akon)
- Dangerous (Kardinal Offishall feat. Akon)
- Body on Me (Nelly feat. Akon & Ashanti)
- Out Here Grindin (DJ Khaled feat. Rick Ross, Akon, Plies, Ace Hood, Lil Boosie & Trick Daddy)
- Get Buck In Here (DJ Felli Fel feat. Diddy, Ludacris, Lil Jon & Akon)
- That's Right (Three Six Mafia) feat. Akon
- Wake It Up (E-40) feat. Akon
- Just Dance (Lady GaGa feat. Colby O Donis & Akon)
- I'm So Paid (Akon) feat. Lil Wayne e Young Jeezy
- Right Now (Na Na Na)
- Frozen (Tami Chynn ft. Akon)
- Silver and gold (Sway ft. Akon)
- Beautiful(Akon feat Colby O'Donis and Kardinal Offishall)
- Arab Money (Remix)(Busta Rhymes feat. Ron Browz, Diddy, Swizz Beatz, T-Pain, Akon & Lil Wayne)
- Day Dreaming (DJ Drama feat. Akon, Snoop Dogg & T.I.)
- Stuck With Each Other (Shontelle feat. Akon)
- Just Go (Lionel Richie feat Akon)
- Get Low Wit It (Romeo feat.Akon)
- One (Fat Joe feat. Akon)
- Blood into gold (Peter Buffet feat. Akon)
- Dream girl(Tay Dizm feat. Akon)
- Overtime (Ace Hood feat. T-Pain and Akon)
- Yalli Naseeni (Melissa feat. Akon)
- Beautiful Official Remix Brizilien (Akon feat. Negra Li)
- Beautiful Official remix Mexicain (Akon feat. Dulce Maria)
- We Don't Care
- Available (Flo Rida feat. Akon)
- All Up 2 You  (Aventura ft. Akon, Wisin y Yandel)
- Be With You (Wiber Pan feat. Akon)
- Sexy Bitch (David Guetta feat. Akon)
- Le Sang Des Innocents (Pamela feat. Akon)
- Cry Out of Joy - Michael Jackson Tribute  (Akon)
- Shut It Down  (Pitbull feat. Akon)
- We Are the World 25 For Haiti
- Dirty Situation (feat Mohombi)
- Like Money (Wonder Girls feat. Akon)
- Picky Remix (feat Joey Montana, Mohombi)
- El Negreeto (Feat Anuel AA)
- Coméntale (Feat Ozuna)
- Wakonda
- Como No (Feat Becky G)
- Te Quiero Amar (Feat Pitbull)
- Solo Tu, (Farruko).
- Ain't No Peace
- Uchi Wala, (Feat. Maffio, Nicky Jam)
- Loco
- Enjoy That Remix

## Mixtapes
- 2006 : African West Side
- 2006 : A Star Is Born
- 2006 : A Konvicts Song
- 2007 : Konvikt Musik
- 2007 : Soul Survivor (en commun avec The Notorious B.I.G.)
- 2007 : In My Ghetto
- 2008 : Konvikt Mixtape Vol. 2 -  no 80
- 2008 : European Shakedown
- 2008 : In My Ghetto Vol. 2
- 2008 : One Man Band Man
- 2008 : Lockdown
- 2008 : Boss of Both World (en commun avec T-Pain) -  no 144
- 2008 : Black President
- 2009 : Lockdown Part. 2
- 2011 : Koncrete
- 2012 : Konkrete Jungle